# Appleby-in-Westmorland
Appleby-in-Westmorland – miasto i civil parish w Wielkiej Brytanii, w zachodniej Anglii, w hrabstwie Kumbria, w dystrykcie (unitary authority) Westmorland and Furness. Położone jest nad rzeką Eden, w połowie drogi między Penrith i Brough. Miasto do roku 1974 nazywało się Appleby nazwę zmieniono, by zachować ciągłość historyczną. W 2011 roku civil parish liczyła 3048 mieszkańców.

## Historia
Miasto założone przez Normanów. Rozwinęło się dopiero w XVIII wieku za sprawą targu koni, który odbywał się corocznie aż do roku 1974. Pierwszy koński targ miał miejsce w roku 1685, a pozwolenie wydał król Jakub II. Obecnie restytuowany i jest jednym z największych tego typu wydarzeń w Europie, choć nie jest to impreza oficjalna.